# Okręg wyborczy Leominster
Okręg wyborczy Leominster – powstał w 1295 roku i wysyłał do angielskiej, a następnie brytyjskiej, Izby Gmin dwóch deputowanych. W 1868 roku, liczbę mandatów przypadających na okręg zmniejszono do jednego. Okręg obejmował północną część hrabstwa Herefordshire. Został zlikwidowany w 2010 r.

## Deputowani do brytyjskiej Izby Gmin z okręgu Leominster

### Deputowani w latach 1295–1660
- 1625: Edward Littleton

### Deputowani w latach 1660-1868
- 1660–1661: John Birch
- 1660–1661: Edward Pytts
- 1661–1679: Ranald Grahme
- 1661–1679: Humphrey Cornewall
- 1679–1679: James Pytts
- 1679–1685: John Dutton Colt
- 1679–1710: Thomas Coningsby, 1. baron Coningsby
- 1685–1689: Robert Cornewall
- 1689–1698: John Dutton Colt
- 1698–1701: Edward Harley
- 1701–1701: John Dutton Colt
- 1701–1722: Edward Harley
- 1710–1713: Edward Bangham
- 1713–1715: Henry Gorges
- 1715–1717: Thomas Coningsby, 1. baron Coningsby
- 1717–1721: George Caswall
- 1721–1722: William Bateman
- 1722–1727: Archer Croft
- 1722–1741: George Caswall
- 1727–1734: William Bateman, 1. wicehrabia Bateman
- 1734–1741: Robert Harley
- 1741–1742: John Caswall
- 1741–1747: Capel Hanbury
- 1742–1747: Robert Harley
- 1747–1754: Robert de Cornwall
- 1747–1754: James Peachey
- 1754–1759: Charles Hanbury-Williams
- 1754–1761: Richard Gorges
- 1759–1767: Chase Price
- 1761–1768: Jenison Shafto
- 1767–1768: Edward Willes
- 1768–1774: John Carnac
- 1768–1784: John Bateman, 2. wicehrabia Bateman
- 1774–1776: Thomas Hill
- 1776–1780: Frederick Cornewall
- 1780–1784: Richard Payne Knight
- 1784–1797: John Hunter
- 1784–1790: Penn Assheton Curzon
- 1790–1791: John Sawyer
- 1791–1796: Richard Beckford
- 1796–1802: George Augustus Pollen
- 1797–1802: William Taylor
- 1802–1812: John Lubbock
- 1802–1806: Charles Kinnaird
- 1806–1806: William Lamb, wigowie
- 1806–1812: Henry Bonham
- 1812–1820: John William Lubbock
- 1812–1818: John Harcourt
- 1818–1819: William Cuningham-Fairlie
- 1819–1820: John Harcourt
- 1820–1831: Beaumont Hotham, 3. baron Hotham, torysi
- 1820–1826: William Cuningham-Fairlie
- 1826–1827: Thomas Bish
- 1827–1830: Rowland Stephenson
- 1830–1830: John Ward
- 1830–1831: William Marshall
- 1831–1832: William Bertram Evans
- 1831–1831: Thomas Brayen
- 1831–1841: Beaumont Hotham, 3. baron Hotham, Partia Konserwatywna
- 1832–1837: Thomas Bish
- 1837–1845: Charles Greenaway
- 1841–1842: James Wigram
- 1842–1856: George Arkwright
- 1845–1849: Henry Barkly
- 1849–1852: Frederick Peel
- 1852–1857: John George Phillimore
- 1856–1865: Gathorne Hardy, Partia Konserwatywna
- 1857–1858: John Willoughby
- 1858–1865: Charles Kincaid-Lennox
- 1865–1868: Arthur Walsh, Partia Konserwatywna
- 1865–1868: Richard Arkwright, Partia Konserwatywna
- 1868–1868: Arthur Stanhope, wicehrabia Mahon

### Deputowani po 1868
- 1868–1875: Richard Arkwright, Partia Konserwatywna
- 1875–1880: Thomas Blake, Partia Liberalna
- 1880–1885: James Rankin, Partia Konserwatywna
- 1885–1886: Thomas Duckham, Partia Liberalna
- 1886–1906: James Rankin, Partia Konserwatywna
- 1906–1910: Edmund George Lamb, Partia Liberalna
- 1910–1912: James Rankin, Partia Konserwatywna
- 1912–1918: Henry FitzHerbert Wright, Partia Konserwatywna
- 1918–1922: Charles Ward-Jackson, Partia Konserwatywna
- 1922–1945: Ernest Shepperson, Partia Konserwatywna
- 1945–1959: Archer Baldwin, Partia Konserwatywna
- 1959–1974: Clive Bossom, Partia Konserwatywna
- 1974–2001: Peter Temple-Morris, Partia Konserwatywna, od 1997 r. niezależny, od 1998 r. Partia Pracy
- 2001–2010: Bill Wiggin, Partia Konserwatywna